# Cerro Pelado (Tumbes)
Cerro Pelado es una localidad peruana ubicada en el distrito de Canoas de Punta Sal, perteneciente a la provincia de Contralmirante Villar del departamento de Tumbes, al norte del Perú. 

## Ubicación
Cerro Pelado se ubica al suroeste de la provincia de Contralmirante Villar, en el distrito de Canoas de Punta Sal, en el departamento de Tumbes.

## Demografía
En 2017 Cerro Pelado tenía una población de 46 habitantes.